# Kroatisch zaalvoetbalteam (mannen)
Het Kroatisch zaalvoetbalteam is een team van zaalvoetballers dat Kroatië vertegenwoordigt in internationale wedstrijden.

## Prestaties op eindronden

### WK-historie
| Deelnames aan het Wereldkampioenschap zaalvoetbal | Deelnames aan het Wereldkampioenschap zaalvoetbal | Deelnames aan het Wereldkampioenschap zaalvoetbal | Deelnames aan het Wereldkampioenschap zaalvoetbal | Deelnames aan het Wereldkampioenschap zaalvoetbal | Deelnames aan het Wereldkampioenschap zaalvoetbal | Deelnames aan het Wereldkampioenschap zaalvoetbal | Deelnames aan het Wereldkampioenschap zaalvoetbal |
| Jaar                                              | Ronde                                             | Pld                                               | W                                                 | D                                                 | L                                                 | GS                                                | GA                                                |
| ------------------------------------------------- | ------------------------------------------------- | ------------------------------------------------- | ------------------------------------------------- | ------------------------------------------------- | ------------------------------------------------- | ------------------------------------------------- | ------------------------------------------------- |
| 1989                                              | Deel van Joegoslavië                              | Deel van Joegoslavië                              | Deel van Joegoslavië                              | Deel van Joegoslavië                              | Deel van Joegoslavië                              | Deel van Joegoslavië                              | Deel van Joegoslavië                              |
| 1992                                              | Niet deelgenomen                                  | Niet deelgenomen                                  | Niet deelgenomen                                  | Niet deelgenomen                                  | Niet deelgenomen                                  | Niet deelgenomen                                  | Niet deelgenomen                                  |
| 1996                                              | Niet gekwalificeerd                               | Niet gekwalificeerd                               | Niet gekwalificeerd                               | Niet gekwalificeerd                               | Niet gekwalificeerd                               | Niet gekwalificeerd                               | Niet gekwalificeerd                               |
| 2000                                              | 2e ronde                                          | 6                                                 | 3                                                 | 0                                                 | 3                                                 | 18                                                | 15                                                |
| 2004                                              | Niet gekwalificeerd                               | Niet gekwalificeerd                               | Niet gekwalificeerd                               | Niet gekwalificeerd                               | Niet gekwalificeerd                               | Niet gekwalificeerd                               | Niet gekwalificeerd                               |
| 2008                                              | Niet gekwalificeerd                               | Niet gekwalificeerd                               | Niet gekwalificeerd                               | Niet gekwalificeerd                               | Niet gekwalificeerd                               | Niet gekwalificeerd                               | Niet gekwalificeerd                               |
| 2012                                              | Niet gekwalificeerd                               | Niet gekwalificeerd                               | Niet gekwalificeerd                               | Niet gekwalificeerd                               | Niet gekwalificeerd                               | Niet gekwalificeerd                               | Niet gekwalificeerd                               |
| 2016                                              | Niet gekwalificeerd                               | Niet gekwalificeerd                               | Niet gekwalificeerd                               | Niet gekwalificeerd                               | Niet gekwalificeerd                               | Niet gekwalificeerd                               | Niet gekwalificeerd                               |
| 2021                                              | Niet gekwalificeerd                               | Niet gekwalificeerd                               | Niet gekwalificeerd                               | Niet gekwalificeerd                               | Niet gekwalificeerd                               | Niet gekwalificeerd                               | Niet gekwalificeerd                               |
| 2024                                              | Achtste finale                                    | 4                                                 | 1                                                 | 0                                                 | 3                                                 | 9                                                 | 12                                                |
| Totaal                                            | 2/10                                              | 10                                                | 4                                                 | 0                                                 | 6                                                 | 27                                                | 27                                                |

### EK-historie
| Deelnames aan het Europees kampioenschap futsal | Deelnames aan het Europees kampioenschap futsal | Deelnames aan het Europees kampioenschap futsal | Deelnames aan het Europees kampioenschap futsal | Deelnames aan het Europees kampioenschap futsal | Deelnames aan het Europees kampioenschap futsal | Deelnames aan het Europees kampioenschap futsal | Deelnames aan het Europees kampioenschap futsal |
| Jaar                                            | Ronde                                           | AW                                              | G                                               | G                                               | V                                               | DV                                              | DT                                              |
| ----------------------------------------------- | ----------------------------------------------- | ----------------------------------------------- | ----------------------------------------------- | ----------------------------------------------- | ----------------------------------------------- | ----------------------------------------------- | ----------------------------------------------- |
| 1996                                            | Niet deelgenomen                                | Niet deelgenomen                                | Niet deelgenomen                                | Niet deelgenomen                                | Niet deelgenomen                                | Niet deelgenomen                                | Niet deelgenomen                                |
| 1999                                            | Groepsfase                                      | 3                                               | 1                                               | 0                                               | 2                                               | 8                                               | 14                                              |
| 2001                                            | Groepsfase                                      | 3                                               | 1                                               | 0                                               | 2                                               | 2                                               | 9                                               |
| 2003                                            | Niet gekwalificeerd                             | Niet gekwalificeerd                             | Niet gekwalificeerd                             | Niet gekwalificeerd                             | Niet gekwalificeerd                             | Niet gekwalificeerd                             | Niet gekwalificeerd                             |
| 2005                                            | Niet gekwalificeerd                             | Niet gekwalificeerd                             | Niet gekwalificeerd                             | Niet gekwalificeerd                             | Niet gekwalificeerd                             | Niet gekwalificeerd                             | Niet gekwalificeerd                             |
| 2007                                            | Niet gekwalificeerd                             | Niet gekwalificeerd                             | Niet gekwalificeerd                             | Niet gekwalificeerd                             | Niet gekwalificeerd                             | Niet gekwalificeerd                             | Niet gekwalificeerd                             |
| 2010                                            | Niet gekwalificeerd                             | Niet gekwalificeerd                             | Niet gekwalificeerd                             | Niet gekwalificeerd                             | Niet gekwalificeerd                             | Niet gekwalificeerd                             | Niet gekwalificeerd                             |
| 2012                                            | Vierde plaats                                   | 5                                               | 2                                               | 1                                               | 2                                               | 11                                              | 13                                              |
| 2014                                            | Kwartfinale                                     | 3                                               | 0                                               | 2                                               | 1                                               | 7                                               | 8                                               |
| 2016                                            | Groepsfase                                      | 2                                               | 0                                               | 1                                               | 1                                               | 4                                               | 6                                               |
| 2018                                            | Niet gekwalificeerd                             | Niet gekwalificeerd                             | Niet gekwalificeerd                             | Niet gekwalificeerd                             | Niet gekwalificeerd                             | Niet gekwalificeerd                             | Niet gekwalificeerd                             |
| 2022                                            | Groepsfase                                      | 3                                               | 1                                               | 0                                               | 2                                               | 6                                               | 10                                              |
| Totaal                                          | 6/12                                            | 19                                              | 5                                               | 4                                               | 10                                              | 38                                              | 60                                              |